# 屏边蛇根草
屏边蛇根草（学名：Ophiorrhiza pingbienensis）为茜草科蛇根草属的植物，是中国的特有植物。分布于中国大陆的云南等地，生长于海拔1,400米的地区，常生长在溪边，目前尚未由人工引种栽培。